# Eurytoma hawthornei
Eurytoma hawthornei är en stekelart som beskrevs av Girault 1915. Eurytoma hawthornei ingår i släktet Eurytoma och familjen kragglanssteklar. Inga underarter finns listade i Catalogue of Life.